# Jacques Kergoat
Jacques Kergoat, född 3 april 1939 i Brest i Finistère, död 29 juli 1999 i Poitiers, Vienne, var en fransk sociolog, historiker och trotskist. Han var med och grundade tankesmedjan Fondation Copernic, som bland annat kritiserade marknadsliberalismen. Kergoat var under en tid chefredaktör för veckotidningen Politis. Han var vid sin död medlem av Ligue communiste révolutionnaire.